# Annibale Magone
Annibale Magone (Cartagine, 471 a.C. circa – Akragas, 406 a.C.) è stato un condottiero e re cartaginese.
È conosciuto per le sue azioni militari in Sicilia.

## Biografia
Annibale Magone era figlio di Giscone e nipote di Amilcare I.
Annibale venne eletto dal senato cartaginese come comandante degli eserciti e governatore dell'Epicrazia punica della Sicilia nel 411 a.C.. Egli era desideroso di vendicare il nonno Amilcare, sconfitto e ucciso durante la Battaglia di Imera da parte dei Greci sicelioti nel 480 a.C..
Nel 409 a.C., sotto falsi pretesti, Annibale marciò con l'esercito, verso la città di Selinunte con l'intento di assediarla per aiutare Segesta, sua alleata e rivale di Selinunte. Senza rinforzi, la città fu facilmente presa e distrutta. La popolazione fu in gran parte massacrata.
Nel maggio del 409 a.C., pose un assedio a Imera e sconfisse i rinforzi di Siracusa al comando di Diocle. A questa battaglia partecipò anche il giovane e futuro tiranno Dionisio. Dopo questa sconfitta Diocle ritirò quanto restava delle proprie truppe e senza nessun rinforzo, la città fu facilmente conquistata e rasa al suolo da Annibale. Il nuovo confine tra l'Epicrazia cartaginese e i territori greci fu stabilito, e la città di confine divenne Agrigento. Annibale obbligò le città greche conquistate a pagare delle tasse a Cartagine.
Dopo la Battaglia di Imera venne dichiarata la pace. Ma Ermocrate con l'aiuto del genero Dionisio ricostruirono Selinunte nel 407 a.C., e compirono scorrerie a danno dei Cartaginesi, richiamando di nuovo l'attenzione di Annibale.
Annibale, all'età di 65 anni, partì per Agrigento con il figlio Bomilcare e il nipote Imilcone e stabilì un assedio alla città. Ma mentre si iniziavano le operazioni militari, si diffuse la peste tra l'esercito cartaginese, dove morirono sia Annibale che Bomilcare, lasciando il comando dell'esercito a Imilcone.